# 奪補河
奪補河，又名達勃河、火溪河、白馬河，位於中國四川省綿陽市平武縣，是涪江的一條支流。全長112公里，流域面積1497平方公里。

發源於平武縣西北與松潘縣鄰近的色潤坪。向東北流，後轉往東南，流經王朗自然保護區、白馬藏族自治鄉、木座藏族自治鄉、木皮鄉，於鐵籠堡注入涪江。主要支持有黑水溝、小河溝、長白溝、梅家溝等。
流域境內野生動物繁多，人口較稀少，其中白馬藏族鄉境內為白馬藏族居住地，「奪補」一名即古代白馬藏族族名的音譯。
作曲家何訓田所作民樂合奏曲《達勃河隨想曲》即描寫此河流域的風情。